# アツコ・オカツカ
アツコ・オカツカ（英語: Atsuko Okatsuka、日本語: 岡塚 敦子、1988年 – ）は、米国カリフォルニア州ロサンゼルスを拠点とするスタンダップコメディアン、俳優、作家。2022年に米『バラエティ』誌「見るべき10人のコメディアン」や米ニューヨーク・タイムズ紙「コメディ部門のベストデビュー」に選ばれたほか、米HBOでコメディ番組を持った2人目のアジア系女性となった。

## 人物
日本人の父と台湾人の母の間に台湾・台北市に生まれた後、生後3ヶ月から幼少期を千葉県で過ごす。10歳のときに、両親が離婚したのに伴い、母と祖母に連れられて米国に渡る（7年間は不法滞在）。祖母によって誘拐同然で米国へとわたった経緯は、2023年9月にラジオ番組「This American Life」内で語られた。

## 略歴
2018年、Huluのコメディ番組「Comedy InvAsian」での出演を契機に、米『ニューヨーク・マガジン』誌のWebサイト「Vulture」や、『タイムアウト』誌のWebサイト「Time Out Los Angeles」などで注目される。2019年、カリフォルニア州パサデナの老舗コメディクラブ「The Ice House」に出演した際、パフォーマンス中に地震が発生するなか、ジョークを交えながら聴衆に落ち着くよう促したことが話題となる。
2020年、初アルバム「But I Control Me」をリリースしたほか、動画配信プラットフォームQuibi（2020年12月にサービス終了）内の番組「Let's Go Atsuko」に出演・製作した。深夜トーク番組への出演は、2021年11月1日のレイト×2ショー with ジェームズ・コーデン（CBS）が初出演。また2022年には、ラスベガスでのイベントLife Is Beautiful Music & Art Festivalで、韓国系アメリカ人のコメディアンジョエル・キム・ブースターらとともにコメディパートのホストを務めた。
2022年12月10日にHBO・HBO Maxで公開されたコメディ番組「The Intruder」は、米ニューヨーク・タイムズ紙「コメディ部門のベストデビュー」、Vulture「2022年のベストコメディ番組」、グレイシー賞最優秀コメディ番組などに選ばれた。
2025年6月にDisney+でコメディ番組「FATHER」の配信公開を予定しており、日本でも『アツコ・オカツカ:ファーザー』の題名で配信される。